# Peter Andreas Hansen
Peter Andreas Hansen (n. 8 decembrie 1795, Tønder, regiunea Syddanmark, Danemarca – d. 28 martie 1874, Gotha, Saxa-Coburg și Gotha) a fost un astronom german de origine daneză. 

## Biografie
Hansen a învățat meseria de ceasornicar la Flensburg și a exercitat-o la Berlin și Tønder în perioada 1818–1820. Cu toate acestea, el a fost mult timp student la științe; Dr. Dircks, medic care practică la Tønder, l-a trimis în 1820 la Copenhaga, unde a ajuns sub supravegherea lui H.C. Schumacher și și-a atras simpatia personală a regelui Frederic VI. Între 1821–1825 a acționat ca asistent al lui Schumacher, în principal la noul observator din Altona. 
S-a mutat apoi la Gotha ca director al observatorului Seeberg. Problemele astronomiei gravitaționale au devenit preocuparea principală a lui Hansen. Nu a putut fi ademenit să părăseasc acest post de niciuna dintre invitațiile de a-i înlocui pe F.G.W. Struve (la Dorpat, în 1829), Friedrich Wilhelm August Argelander (Helsinki, în 1837) sau Friedrich Wilhelm Bessel (Königsberg, în 1847). 
O cercetare asupra acțiunii reciproce ale lui Jupiter și Saturn i-au adus premiul Academiei din Berlin din 1830, iar memoriile asupra perturbărilor cometelor i-au fost recunoscute de Academia de la Paris în 1850. 
În 1838 a publicat o revizuire a teoriei lunare, intitulată Fundamenta nova investigationis, &c., and the improved Tables of the Moon („Hansen's Lunar Tables”).
Hansen a vizitat de două ori Anglia și a fost de două ori (în 1842 și 1860) beneficiarul Medaliei de Aur a Royal Astronomical Society. A primit medalia Copley a Royal Society în 1850. În 1865, a fost ales membru străin al Academiei Regale Suedeze de Științe. 
A murit la 28 martie 1874, la noul observator din orașul Gotha, ridicat sub îngrijirea sa în 1857. 
Planeta minoră 4775 Hansen poartă numele acestuia.

### Necrologuri
- AN 83 (1874) 225/226 de
- MNRAS 35 (1875) 168